# Ma'an (gouvernement)
Het district Ma'an (Arabisch: معان, Ma‘ān) is het grootste van de twaalf gouvernementen waarin Jordanië is verdeeld. De hoofdstad is Ma'an. Het gouvernement heeft 92.672 inwoners.

## Nahias
Ma'an is verdeeld in vijf onderdistricten (Nahia):
- Al-Husanyniyya
- Ash-Shibek
- Ayi
- Ma'an
- Wadi Musa

Ajlun · Amman · Akaba · Balka · Irbid · Jerash · Kerak · Ma'an · Madaba · Mafrak · Tafilah · Zarka